# China Merchants Port
China Merchants Port Holdings Company Limited (CMPort) — китайская транспортная компания. Основным направлением деятельности является управление портовыми терминалами. Компания представлена в 31 порту в 16 странах, в частности в пяти основных портовых зонах КНР: дельте Чжуцзян (Гонконг и Шэньчжэнь), дельте Янцзы (Шанхай и Нинбо), заливах Бохайвань (Циндао, Тяньцзинь, Далянь) и Сямэнь (Чжанчжоу), на юго-западном побережье (Чжаньцзян). Также работает в следующих странах: Шри-Ланка (Коломбо и Хамбантота), Нигерия (Лагос), Того (Ломе), Джибути, Кот-д'Ивуар (Абиджан), Марокко (Касабланка и Танжер), Мальта, Франция (Фос, Гавр, Дюнкерк), Бельгия (Антверпен), Турция (Стамбул), Греция (Салоники), Республика Корея (Бусан), США (Майами и Хьюстон), Бразилия (Паранагуа), Австралия (Ньюкасл), Тайвань. В 2018 году грузооборот подконтрольных компаний составил 109 млн TEU, из них 80,7 млн TEU пришлось на материковый Китай, 7,7 млн TEU пришлось на Гонконг и Тайвань; также компанией было обработано 502 млн т грузов без контейнеров, из них 497 млн т в портах материкового Китая (не все компании контролируются на 100 %, с учётом долей в капитале на CMPort приходится только 41 млн TEU).
Крупнейшим акционером компании является китайский государственный конгломерат China Merchants Group (62,18 %). Штаб-квартира находится в Башне Чайна Мерчантс в Гонконге (38/F, China Merchants Tower, Shun Tak Centre, 168-200 Connaught Road Central, Hong Kong).

## История
«Китайское торговое бюро» (China Merchants Bureau) было основано в 1872 году в Шанхае. После Китайской революции оно стало связующим звеном между Китайской Народной Республикой и остальным миром, его деятельность в основном заключалась в перевозках между материковым Китаем и Гонконгом. В 1980-х годах были созданы десятки дочерних структур в различных отраслях экономики, включая банк China Merchants (1987 год) и страховую компанию Ping An Insurance (1988 год). В 1992 году на основе части активов группы (в основном в сфере портовых терминалов) была создана компания China Merchants International Holdings (CMIH), которая в следующем году стала первой компанией из КНР, акции которой были размещены на Гонконгской фондовой бирже. По состоянию на 1995 год группа China Merchants занимала 26-е место среди 500 крупнейших государственных компаний КНР, её активы оценивались в HK$50 млрд (US$6 млрд), она включала около 500 дочерних структур. В 1997 году эти структуры были распределены по 12 компаниям, крупнейшей из них стала CMIH. В 2016 году China Merchants International Holdings была переименована в China Merchants Port Holdings Company Limited. В 2017 году суммарный грузооборот подконтрольных компаний впервые превысил 100 млн TEU (двадцатифутовых контейнеров, 1 TEU ≈20 тонн). В июле 2017 года была получена концессия на развитие порта Хамбантота в Шри-Ланке; компания планирует инвестировать в создание портовой инфраструктуры более миллиарда долларов. В Шри-Ланке CMPort уже является оператором порта Коломбо с грузооборотом более 2 млн TEU в год. Международное присутствие было ещё больше увеличено покупкой в сентябре 2017 года 90-процентной доли в бразильской компании TCP Participações S.A., которая является оператором второго крупнейшего порта страны Паранагуа; сумма сделки составила $923 млн.
В феврале 2018 года была продана доля в компании Shenzhen Chiwan Wharf Holdings Limited (крупнейшим оператором порта Шэньчжэня), покупателем стала группа China Merchants, сумма сделки составила около HK$11 млрд ($1,5 млрд).

## Дочерние структуры
Основные дочерние компании и партнёрства:
- China Merchants Container Services Limited (Гонконг, 100 %)
- China Merchants Holding (International) Information on Technology Co., Ltd (КНР, 76,84 %)
- China Merchants International Terminals (Ningbo) Limited (Британские Виргинские острова, 100 %)
- China Merchants International Container Terminal (Qingdao) Co., Ltd. (КНР, 100 %)
- China Merchants Bonded Logistics Co., Limited (КНР, 60 %)
- China Merchants Port Services (Shenzhen) Company Limited (КНР, 100 %)
- CMH International (China) Investment Co., Ltd (КНР, 100 %)
- Colombo International Container Terminals Limited (Шри-Ланка, 85 %)
- Guangdong Yide Port Limited (КНР, 50 %)
- Hambantota International Port Group (Private) Limited (Шри-Ланка, 85 %)
- Hambantota International Port Services Company (Private) Limited (Шри-Ланка, 49,3 %)
- Lomé Container Terminal S.A. (Того, 35 %)
- Mega Shekou Container Terminals Limited (Британские Виргинские острова, 80 %)
- Shantou China Merchants Port Group Co., Ltd (КНР, 60 %)
- Shekou Container Terminals Ltd. (КНР, 80 %)
- Shenzhen China Merchants Qianhaiwan Property Company Limited (КНР, 100 %)
- Shenzhen Haiqin Engineering Supervision & Management Co., Ltd. (КНР, 100 %)
- Shenzhen Haixing Harbour Development Company Ltd. (КНР, 67 %)
- Shenzhen Jinyu Rongtai Investment Development Company Limited (КНР, 100 %)
- Shenzhen Mawan Port Service Co., Ltd. (КНР, 70 %)
- Shenzhen Mawan Terminals Co., Ltd. (КНР, 70 %)
- Shenzhen Mawan Wharf Co., Ltd (КНР, 70 %)
- TCP Participações S.A. (Бразилия, 90 %)
- Xia Men Bay China Merchants Terminals Co., Ltd (КНР, 31 %)
- Zhangzhou China Merchants Port Co., Ltd. (КНР, 60 %)
- Zhangzhou China Merchants Tugboat Company Limited (КНР, 70 %)
- Asia Airfreight Terminal Company Limited (Гонконг, 20 %)
- China Nanshan Development (Group) Incorporation (КНР, 37 %)
- Chiwan Container Terminal Co., Ltd. (КНР, 14,16 %)
- Chu Kong River Trade Terminal Co., Limited (Британские Виргинские острова, 20 %)
- Dalian Port (PDA) Company Limited (КНР, 21 %)
- Modern Terminals Limited (Гонконг, 27,01 %)
- Port de Djibouti S.A. (Джибути, 23,5 %)
- Shanghai International Port (Group) Co., Ltd. (КНР, 26,77 %)
- Terminal Link SAS (Франция, 49 %)
- Tianjin Haitian Bonded Logistics Co., Ltd. (КНР, 49 %)
- Tin-Can Island Container Terminal Ltd. (Нигерия, 28,5 %)
- Euro-Asia Oceangate S.ar.l. (Люксембург, 40 %)
- Ningbo Daxie China Merchants International Terminals Co., Ltd (КНР, 45 %)
- PONI Corporate Trust Group (Австралия, 50 %)
- Qingdao Port Dongjiakou Ore Terminal Co., Ltd (КНР, 25 %)
- Qingdao Qianwan United Container Terminal Co., Ltd. (КНР, 50 %)
- Qingdao Qianwan West Port United Terminal Co., Ltd. (КНР, 49 %)
- Zhanjiang Port (Group) Co., Ltd. (КНР, 40,29 %)

| Год                 | 2004  | 2005  | 2006  | 2007  | 2008  | 2009  | 2010  | 2011  | 2012  | 2013  | 2014  | 2015  | 2016  | 2017  | 2018  |
| ------------------- | ----- | ----- | ----- | ----- | ----- | ----- | ----- | ----- | ----- | ----- | ----- | ----- | ----- | ----- | ----- |
| Оборот              | 2,059 | 2,972 | 4,365 | 6,429 | 6,831 | 3,588 | 5,811 | 9,470 | 11,02 | 7,758 | 8,257 | 8,233 | 7,976 | 9,692 | 10,16 |
| Чистая прибыль      | 2,117 | 2,533 | 2,893 | 3,895 | 4,026 | 3,475 | 6,689 | 6,691 | 5,708 | 4,939 | 5,018 | 5,525 | 6,206 | 6,701 | 7,955 |
| Активы              | 16,69 | 25,57 | 30,09 | 36,03 | 43,59 | 45,65 | 67,11 | 75,38 | 68,67 | 84,44 | 92,07 | 97,56 | 93,97 | 116,4 | 130,8 |
| Собственный капитал | 13,53 | 16,16 | 20,92 | 26,84 | 30,28 | 33,58 | 39,07 | 43,45 | 45,54 | 48,60 | 67,43 | 68,83 | 65,91 | 73,45 | 75,32 |